# Moodboard
Moodboard (av engelska: mood, 'stämning', och board, 'bräde'; på engelska är ordet mood board särskrivet) eller stämningsplank, är ett collage av material (till exempel bilder, texter, färger, foton, materialprover) som beskriver stämningen eller känslan i en plats eller en design. 
Främst designers men även andra kompetenser använder moodboards i konceptutvecklingen för att kommunicera olika stilar eller egenskaper till andra inblandade i processen. En moodboard är användbar som referens och kommunikationsunderlag inom många olika yrkesgrupper.